# Notaspidium hansoni
Notaspidium hansoni är en stekelart som beskrevs av Halstead 1991. Notaspidium hansoni ingår i släktet Notaspidium och familjen bredlårsteklar.
Artens utbredningsområde är Jamaica. Inga underarter finns listade i Catalogue of Life.